# Limbo, Panto
Limbo, Panto är det Leedsbaserade bandet Wild Beasts debutalbum. Det släpptes den 16 juni 2008 av skivbolaget Domino Records. Albumet producerades av svensken Tore Johansson och spelades in i Gula Studion i Malmö.

## Låtlista
1. "Vigil for a Fuddy Duddy" - 4:43
2. "The Club of Fathomless Love" - 3:44
3. "The Devil's Crayon" - 3:38
4. "Woebegone Wanderers" - 4:53
5. "The Old Dog" - 4:27
6. "Please Sir" - 3:27
7. "His Grinning Skull" - 4:36
8. "She Purred While I Grrrded" - 3:30
9. "Brave Bulging Buoyant Clairvoyants" - 4:02
10. "Cheerio Chaps, Cheerio Goodbye" - 4:38